# Юдін Лазар Михайлович
Лазар Михайлович Юдін (25 серпня 1907 — 24 березня 1981, Київ) — радянський український кінорежисер і сценарист. 

## Біографічні відомості
Закінчив кінокурси ВУФКУ в Одесі (1929) і працював на Одеській кіностудії (1937—1941) як сценарист дитячих фільмів: «Будьониші» (1935), «Кондуїт» і «Воротар» (1936) та ін.
З 1944 року — режисер Київської студії документальних фільмів.
Батько режисера Михайла Юдіна.

## Фільмографія
Режисер-постановник
- «Прохорівна» (1941, к/м).

Автор сценаріїв художніх кінофільмів
- «Будьониші» (1935, у співавт. з Л. Кассілем);
- «Кондуїт» (1936, у співавт. з Л. Кассілем);
- «Воротар» (1936, у співавт. з Л. Кассілем);
- «Друзі з табору» (1938, з Л. Кассілем);
- «Сімнадцятилітні» (1939).

У 1944—1965 роках працював на Київській кіностудії хронікально-документальних фільмів, де зняв стрічки:
- «Київ» (1944);
- «Буковина» (1945);
- «Макіївці» (1946);
- «Донецькі шахтарі» (1948);
- «Металурги Запоріжжя» (1952);
- «Нефтяники Борислава» (1953);
- «Ми з Донбасу» (1956);
- «Живи, Україно!» (1957);
- «Кораблі не вмирають» (1965);
- «За декретом Ілліча» (1970) та ін.